# Lewie Steinberg

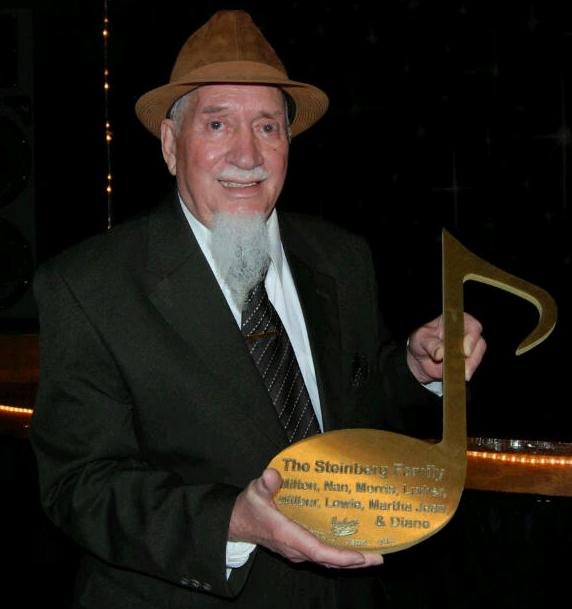
Lewie Steinberg (mit Brass Note für die Beale Street Walk of Fame, 2010)

Lewie Polk Steinberg (* 13. September 1933 in Memphis, Tennessee, USA; † 21. Juli 2016 ebenda) war ein US-amerikanischer Musiker, der vor allem als ursprünglicher Bassgitarrist der Soulmusikgruppe Booker T. & the M.G.’s bekannt wurde.

## Biografie
Steinberg war das vierzehnte von fünfzehn Kindern von Milton Gus und Ida Foxx Steinberg. An der Highschool war er Mitglied der Marching Band der Schule. Während seines Militärdienstes spielte er Trompete in einer U.S. Army Band.
In der Band seines Bruders Luther spielte er zunächst auch die Trompete, übernahm aber dann die Bassgitarre. Als Bassist kam er 1962 zur Hausband von Stax Records. Als Booker T. & the M.G.’s veröffentlichten sie den Hit Green Onions, für den Steinberg als Koautor genannt wird. Als Mitglied der Stax-Hausband begleitete er zahlreiche bekannte Musiker bei ihren Aufnahmen, darunter Otis Redding, Wilson Pickett, Bill Withers, Sam & Dave, Carla Thomas, Rufus Thomas, Albert King und etliche mehr. 1965 verließ Steinberg Booker T. & the M.G.’s, und Donald „Duck“ Dunn nahm seinen Platz ein.
Anschließend war Steinberg bei der United Paint Company angestellt, bis er in den Ruhestand ging. Dort entwickelte er Farbrezepturen für große Bau- und Renovierungsprojekte.
Steinberg starb am 21. Juli 2016 im Alter von 82 Jahren an Krebs.

## Auszeichnungen
- 1992: Rock and Roll Hall of Fame als Mitglied von Booker T. & the M.G.’s[2][3]
- 1995: Pioneer Music Award der Rhythm and Blues Foundation als Mitglied von Booker T. & the M.G.’s[3]
- 2002: Memphis Music Hall of Fame als Mitglied von Booker T. & the M.G.’s[2]
- 2007: Grammy Lifetime Achievement Award als Mitglied von Booker T. & the M.G.’s[2][3]
- 2010: Brass Note der Beale Street Walk of Fame in Memphis[3]
- 2018: Als Koautor von Green Onions in der Blues Hall of Fame[4]